# Erebus superba
Erebus superba är en fjärilsart som beskrevs av Swinhoe 1908. Erebus superba ingår i släktet Erebus och familjen nattflyn. Inga underarter finns listade i Catalogue of Life.